# Risco de homicídio
Risco de Homicídio é um indíce usado por especialistas para medir a violência em cidades. O número é conseguido através da divisão do número de mortes causadas por terceiros pela população da área pesquisada, depois o número é equivalhado a cada 100 mil habitantes.
Os estudos em Risco de Homicídio podem ser, geralmente, qualificados por faixa etária, gênero ou raça (idem os dados sobre os criminosos; nos dados de gênero por exemplo mulheres são mais vítimas que agressores, porém nos dados raciais negros são mais agressores que vítimas por exemplo). Segundo a Organização Mundial de Saúde (OMS) acima de 10 mortes por grupo de 100 mil habitantes, o problema de segurança já é endêmico.

## No Brasil
No Brasil, o risco de homício registrou queda de 17% desde 2003, atingindo 24 por 100 mil habitantes. O pior número do Brasil foi registrado justamente em 2003 com 51.043 vítimas de homícidios. Os homicídios no Brasil são registrados com mais frequência nos grandes centros urbanos.